# San Mateo Peñasco
San Mateo Peñasco è un comune del Messico, situato nello stato di Oaxaca.